# Вірівка (Чугуївський район)
Вірівка — село (до 2011 — селище) в Україні, у Вовчанській міській громаді Чугуївського району Харківської області. Населення становить 72 осіб. До 2020 орган місцевого самоврядування — Новоолександрівська сільська рада.

## Географія
Село Вірівка розташоване на початку балки Яр Караїчний, на відстані 1 км від села Бакшеївка, за 6 км від села Новоолександрівка. На відстані 1 км проходить залізниця, село розташоване між станціями Платформа 72 км і Бакшеївка. Поруч проходить автомобільна дорога Т 2104.

## Історія
12 червня 2020 року, відповідно до Розпорядження Кабінету Міністрів України  № 725-р «Про визначення адміністративних центрів та затвердження територій територіальних громад Харківської області», увійшло до складу Вовчанської міської громади.
19 липня 2020 року, в результаті адміністративно-територіальної реформи та ліквідації Вовчанського району, село увійшло до складу Чугуївського району.